# سد حوضیان
سد حوضیان که در یک کیلومتری شهرستان الیگودرز و بر روی رودخانه حوضیان قرار دارد از نوع سدهای خاکی سنگ ریزه‌ای با هستهٔ رسی است.
سد حوضیان که بهره‌برداری رسمی از آن در اردیبهشت ۱۳۹۵ آغاز گردیده با طول تاج ۵۳۳ متر، عرض تاج ۱۰ متر و ارتفاع ۷۳ متر دارای گنجایش ۳۲ میلیون متر مکعب برای ذخیره آب است و قرار است آب سه هزار هکتار از اراضی کشاورزی الیگودرز را تأمین کند.سد حوضیان یکی از اقدامات محمد تقی توکلی نماینده دوره نهم مجلس شورای اسلامی شهرستان الیگودرز بوده است

## هزینه
شرکت آب منطقه‌ای برای این سد ۱۲۰ میلیارد تومان هزینه پرداخت کرده است.

## پرورش ماهی
پرورش ماهی در قفس، از جمله طرح‌هایی بوده که برای افزایش تولید ماهی در این پروژه مورد استفاده قرار گرفته و شامل سامانه‌ای است که ماهی، محصور در یک قفس در منابع آبی پرورش داده می‌شود. در سد حوضیان بخش توسعه گردشگری نیز لحاظ شده و پیش‌بینی شده بود که با اجرایی شدن آن ۱۵۰۰ فرصت شغلی در منطقه ایجاد می‌شود.